# Barbara Boxer
Barbara Levy Boxer (New York, 11 novembre 1940) è una politica statunitense, senatrice per lo stato della California per quattro mandati sessennali dal 1993 al 2017 e in precedenza membro della Camera dei rappresentanti per il sesto distretto congressuale dello stesso stato per cinque mandati biennali dal 1983 al 1993.

## Biografia
Nata in una famiglia di religione ebraica, si è laureata in Economia al Brooklyn College. Dal 1962 è sposata con Stewart Boxer. La coppia ha due figli: Douglas e Nicole.
Dal 1994 al 2000, sua figlia Nicole è stata sposata con Tony Rodham, fratello minore di Hillary Clinton.

## Carriera politica

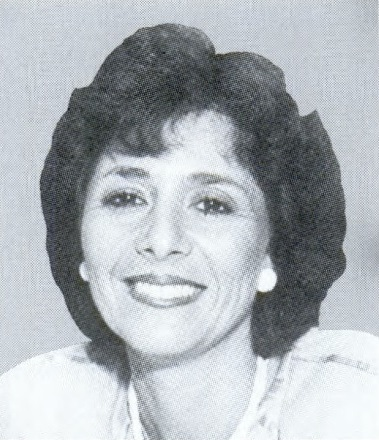
Barbara Boxer nel 1987

Membro del Partito Democratico, la Boxer entra al Congresso per la prima volta vincendo le elezioni del 1982, rappresentando il 6º distretto della California: venne rieletta fino al 1992 con buoni margini.

### Primo mandato al Senato
Nel 1992, in seguito al ritiro dalla scena politica del Senatore Alan Cranston, la Boxer decide di abbandonare la Camera dei Rappresentanti per candidarsi al Senato: dopo una dura battaglia, riesce ad essere eletta (sconfiggendo lo sfidante Repubblicano Bruce Herschensohn).
La Boxer riuscì a ottenere il seggio senatoriale anche grazie al cosiddetto "effetto trascinamento" dovuto al clima politico favorevole (sia in California che a livello nazionale) alla sua parte politica e ad una coincidenza elettorale a lei favorevole.
Infatti, in tale tornata elettorale, si votava (in via straordinaria) anche per l'altro seggio senatoriale (strappato, con un buon margine, ai Repubblicani grazie alla vittoria dall'ex-Sindaco di San Francisco Dianne Feinstein, anche lei esponente del Partito Democratico) e, soprattutto, per le Presidenziali (vinte dal candidato del Partito Democratico Bill Clinton, sia a livello nazionale che a livello locale nella conquista dei voti elettorali della California).
In entrambe le votazioni "collegate" citate, gli elettori californiani (in linea con la tendenza nazionale) premiarono con buoni margini i Democratici: la fortuita circostanza descritta sopra (secondo Politico.com) ha aiutato la Boxer a vincere una sfida giudicata come "assai difficile" dai principali commentatori politici.

### Secondo mandato al Senato

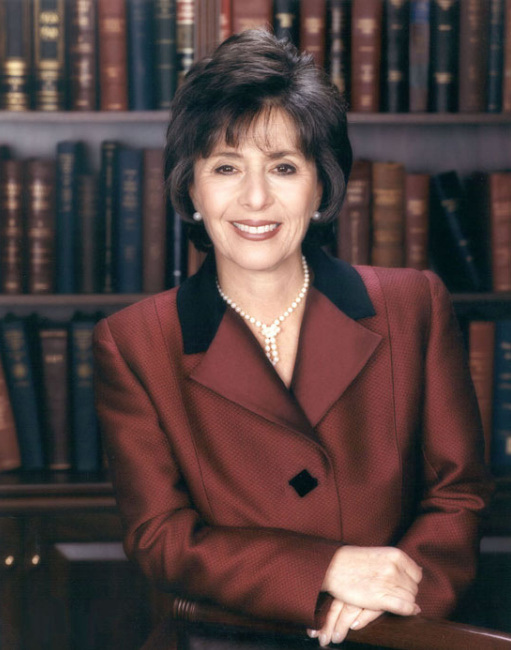
Barbara Boxer nel 1992

Nel 1998 Boxer viene rieletta (sconfiggendo lo sfidante Repubblicano Matt Fong, all'epoca dei fatti Tesoriere generale della California), con un buon margine, per un secondo mandato: anche in questa tornata elettorale, la Boxer ha beneficiato del cosiddetto "effetto trascinamento" dovuto al clima politico favorevole (almeno in California) alla sua parte politica e ad una coincidenza elettorale a lei favorevole: infatti, in tale tornata elettorale, si votava anche per eleggere il nuovo Governatore della California.
Per quanto riguarda la votazione "collegata", i Repubblicani erano svantaggiati dal fatto che il Governatore uscente Pete Wilson non poteva (a causa del divieto in vigore dal 1990) ricandidarsi per un terzo mandato, mentre i Democratici erano avvantaggiati dalla decisione di candidare il Vicegovernatore della California Gray Davis: quest'ultimo, assai più noto dello sfidante Repubblicano Dan Lungren, vinse con una grande affermazione. Secondo Politico.com, l'elezione di Gray Davis, quindi ha "trascinato" la rielezione della Boxer e la vittoria di Davis.
La fortuita circostanza descritta sopra (secondo Politico.com) ha aiutato la Boxer a vincere la rielezione. In questa votazione, inoltre, la Boxer vide ampliare il suo margine percentuale di vittoria: bisogna notare che il voto popolare ricevuto dalla Boxer in questa tornata elettorale è inferiore rispetto a quanto aveva ottenuto Bruce Herschensohn nelle precedenti votazioni.
Quanto detto si spiega con il fatto che gli elettori americani tendono partecipare alle elezioni in misura assai maggiore negli anni in cui si hanno le Presidenziali rispetto alle altre votazioni che, de facto, vedono una partecipazione assai inferiore.

### Terzo mandato al Senato
Nel 2004 Boxer viene rieletta (sconfiggendo lo sfidante Repubblicano Bill Jones), con una grande affermazione, per un terzo mandato: anche in questa tornata elettorale, la Boxer ha beneficiato del cosiddetto "effetto trascinamento" dovuto ad una coincidenza elettorale a lei favorevole: infatti, in tale tornata elettorale, si votava anche per eleggere il Presidente degli Stati Uniti.
Siccome tra i californiani il Presidente uscente George W. Bush era particolarmente impopolare, la Boxer impostò la sua campagna elettorale in netta opposizione alle politiche del Presidente Repubblicano: così facendo, la Boxer ottenne una grande affermazione e divenne il membro del Senato più votato della storia, risultato ottenuto anche grazie all'aumento dell'affluenza dovuta alla coincidenza con il voto per le Presidenziali.
Lo sfidante Repubblicano Bill Jones, però, ha ottenuto più voti rispetto a quanti ne aveva ottenuti la Boxer nella tornata elettorale precedente da lei vinta: ciò è dovuto alla maggiore affluenza alle urne.

### Quarto mandato al Senato

Risultati delle elezioni del 2010 per contee

Alle elezioni del 2010, Barbara Boxer ha seriamente rischiato (secondo Politico.com) di perdere il suo seggio dopo 18 anni di mandato.
Infatti, dal 2008, la popolarità della Boxer ha cominciato a calare in maniera vistosa: si ritiene che la crisi economica che ha colpito la California più degli altri stati sia alla base di quanto detto.
Fin dal suo ingresso in politica (nel 1982), la Boxer si è distinta come uno dei membri più progressisti del Congresso e, a causa di ciò, è spesso nel "mirino" della propaganda conservatrice: in seguito alla morte di Ted Kennedy, la Boxer è considerata come il membro più a sinistra del Senato.
Questa sua caratterizzazione politica è stata il suo punto di forza fino al 2008, ma (secondo Politico.com) la crisi economica ha trasformato il suo punto di forza in un punto di debolezza: a causa di ciò, la sfida elettorale del 2010 è stata giudicata come "aperta", ovvero assai difficile e molto più combattuta rispetto a tutte le tornate elettorali precedenti, persino più di quella del 1992 per la Boxer.
Nella primavera 2010, le primarie dei Repubblicani incoronarono la miliardaria Carly Fiorina come sua sfidante: la campagna elettorale fu molto dura e molto dispendiosa, la più combattuta dal 1992. Moltissimo denaro fu speso, da entrambe le candidate, in spot televisivi che attaccavano l'avversaria.
La sfida tra la Boxer e la Fiorina, chiunque delle due fosse risultata vincitrice, era destinata ad entrare comunque nella storia dello stato della California, dato che per la prima volta due donne si contendevano il seggio: alla fine la senatrice uscente, che ha visto calare nettamente sia il suo voto popolare che il suo scarto percentuale, riuscì a farsi rieleggere per il quarto mandato consecutivo nel novembre 2010.
Anche in questa tornata elettorale, la Boxer ha beneficiato del cosiddetto "effetto trascinamento" dovuto ad una coincidenza elettorale: infatti, in tale tornata elettorale, si votava anche per eleggere il nuovo Governatore della California. A differenza delle precedenti tornate elettorali, il clima politico era contrario alla sua parte politica: infatti, anche in California, si sono diffusi i Tea Party.
Le primarie dei Repubblicani incoronarono la miliardaria Meg Whitman per la successione a Arnold Schwarzenegger, mentre i Democratici schierarono Jerry Brown, già Governatore della California dal 1976 al 1982: anche questa sfida fu molto combattuta, ma il "veterano della politica" riuscì, nell'ottobre 2010, a recuperare lo svantaggio inizialmente accumulato a favore della sfidante e riuscì a farsi eleggere Governatore della California per un terzo mandato non consecutivo. Secondo Politico.com, l'elezione di Jerry Brown quindi ha "trascinato" la rielezione della Boxer e viceversa.

## Ideologia

### Questioni sanitarie

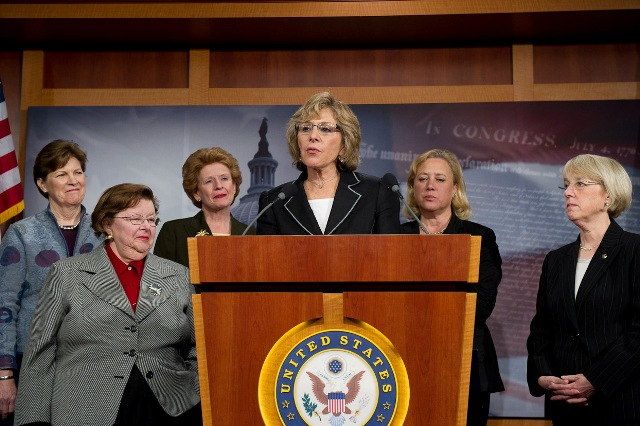
Barbara Boxer insieme ad altre senatrici ad una conferenza sulla salute delle donne

La Senatrice Boxer fa parte di una coalizione per incrementare la ricerca medica per trovare nuove cure alle malattie. Nel 2007, fu autrice di una riuscita legislazione bipartisan assieme al Senatore Gordon Smith per combattere su scala globale l'HIV/AIDS e la Tubercolosi. Nel 1997 fu autrice della Carta dei Diritti del Paziente. Lei ha scritto un progetto di legge per rendere deducibile l'Assicurazione Sanitaria e altri progetti di legge per far avere ad ogni cittadino statunitense lo stesso programma di Assicurazione Sanitaria che possiede ogni membro del Congresso. Sostiene la prescrizione completa di ogni medicina attraverso Medicare e il diritto di ogni consumatore di comprare medicine low-cost importate dal Canada.
Nell'ottobre 2002, la Senatrice Boxer sollecitò il Governo Bush a prendere provvedimenti per affrontare l'incremento di casi di Autismo in California. Lei scrisse al Segretario del dipartimento di Servizi Umani Tommy Thompson per introdurre uno standard comune in tutto il paese per la Diagnosi dell'Autismo e istruire il CDC e l'Agenzia per le Sostanze Tossiche a indire una Task force per rivedere la letteratura corrente sull'Autismo e condurre studi specifici se necessario; e dirigere l'Istituto Nazionale per la Salute e il CDC a lavorare con gli Stati per creare un database nazionale sulle malattie croniche.
La Boxer è una sostenitrice della ricerca sulle cellule staminali, le quali hanno la possibilità di aiutare pazienti che soffrono di diabete, malattia di Parkinson, malattia di Alzheimer e altri disturbi. Nel marzo del 2010 la Boxer votò a favore della Riforma sanitaria proposta dal presidente Barack Obama.

### Educazione
È una convinta sostenitrice del principio di separazione tra Stato e Chiesa anche in merito all'educazione scolastica: ha infatti votato contro la possibilità di dedicare parte delle lezioni a momenti di preghiera ed è favorevole all'insegnamento di basi di educazione sessuale, soprattutto in merito al tema della contraccezione. È inoltre una sostenitrice del ruolo centrale delle scuole pubbliche e ha votato più volte per aumentarne i finanziamenti e migliorarne la qualità e i servizi: è contraria a concedere finanziamenti a scuole private e religiose, o a incoraggiare il fenomeno dell'istruzione privata direttamente in casa dello studente.

### Economia
La senatrice ha espresso posizioni molto progressiste in ambito di politica economica: è favorevole a un maggiore interventismo dello stato nell'economia per aiutare la ripresa dell'occupazione e l'uscita dalla crisi. Ha anche espresso perplessità sui salvataggi agli istituti bancari in difficoltà, ritenendone più corretta una forma di nazionalizzazione. Si è battuta per una maggiore tassazione della ricchezza, sostenendo la necessità di un sistema fiscale progressivo e dell'imposizione di un'aliquota minima del 30% sui redditi superiori al milione di dollari. Ritiene inoltre che bisognerebbe porre dei limiti al libero mercato laddove esso rappresenti una minaccia per la sicurezza sociale, causi problemi umanitari all'estero, o comporti danni ambientali. È inoltre fautrice di un miglioramento delle politiche sociali sotto il diretto controllo del governo federale ed è contraria a concedere ai fondi pensionistici la possibilità di investire nel mercato azionario a causa dei rischi eccessivi che tali investimenti comportano.

### Ambiente
Ha votato ripetutamente a favore di una politica energetica più pulita ed equilibrata: è favorevole in particolare a una carbon tax per limitare il consumo dei combustili fossili e a finanziare a livello federale nuove ricerche nel campo delle energie alternative e spinge per l'attuazione del Protocollo di Kyoto.

### Politica estera

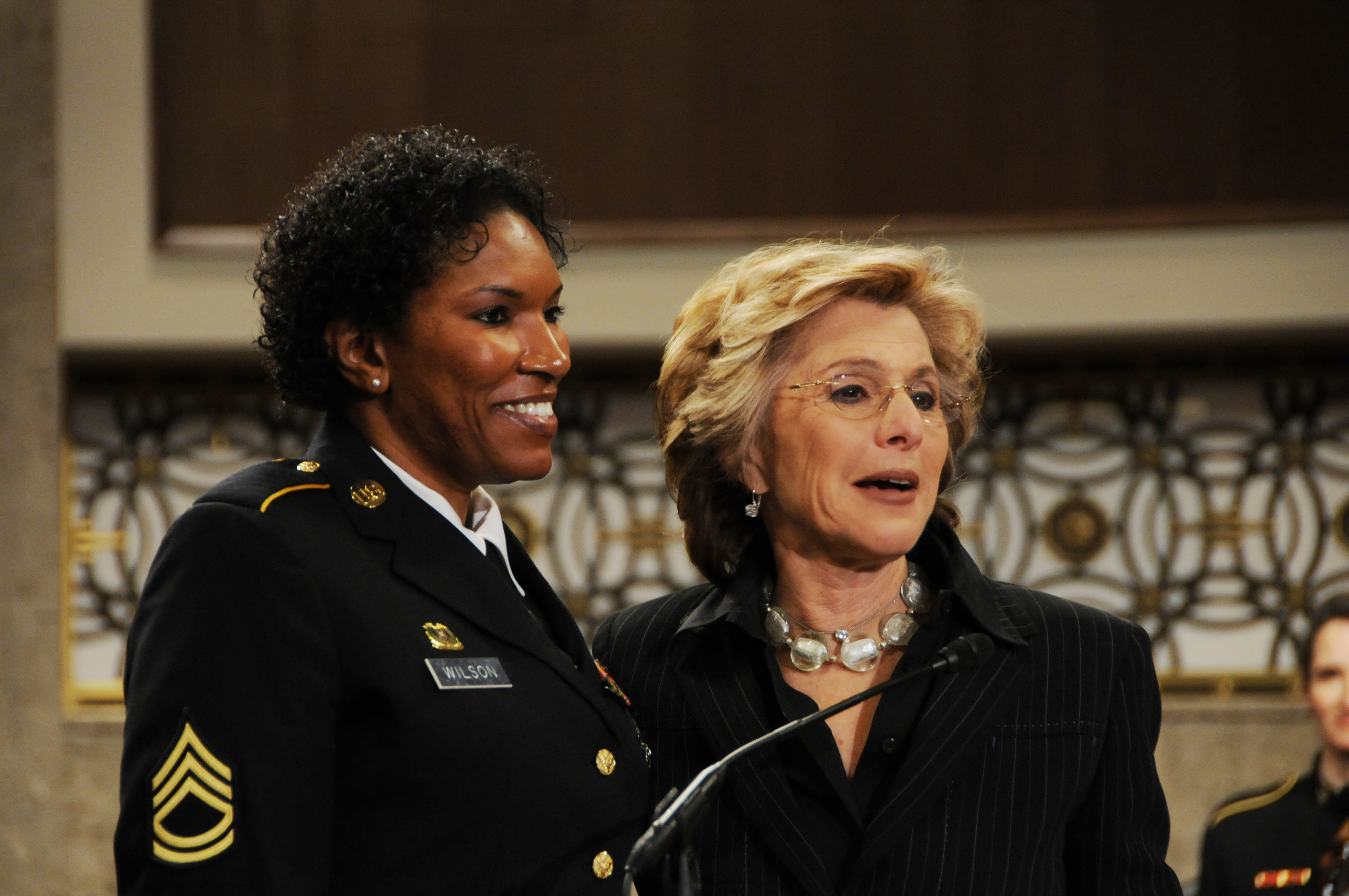
Barbara Boxer alla presentazione di una risoluzione senatoriale per celebrare le donne in campo militare

In politica estera ha espresso posizioni in linea con la componente moderata del partito: pur avendo una lunga storia di voti pro-pace, è favorevole alla concessione di un migliore trattamento salariale al personale militare e all'aumento dei fondi dedicati al Dipartimento dei Veterani. Inoltre è contraria ad una riduzione del numero di basi militari estere, ha votato a favore dello sviluppo di un nuovo sistema nazionale antimissile e contro il taglio di effettivi nel settore della difesa. Ha d'altra parte espresso la propria opinione contraria al mantenimento di una politica estera indipendente dall'autorità delle Nazioni Unite, ribadendo l'importanza di trovare soluzioni diplomatiche comuni ai conflitti internazionali. Per quanto riguarda il ruolo degli Stati Uniti all'estero, si è impegnata per evitare conflitti militari, opponendosi a un intervento diretto contro la politica nucleare dell'Iran, che andrebbe limitata con le sole sanzioni economiche, votando per concedere aiuti alla leadership moderata dei ribelli anti-Assad in Siria e promuovendo una velocizzazione del processo di ritiro delle truppe statunitensi dall'Iraq.

### Aborto
La Boxer ha una lunga tradizione di votazioni pro-choice in fatto d'aborto: si è sempre battuta per il diritto alla libera scelta e per la tutela della salute e della libertà riproduttiva delle donne. In particolare è favorevole a una più attenta politica di controllo delle nascite, a includere nella copertura sanitaria le spese per i mezzi di contraccezione, alla possibilità di abortire se la gravidanza è dovuta a casi di stupro o incesto presso strutture militari, in caso di obiezione del personale medico, alla concessione di sussidi per coloro che non possono permettersi l'aborto e alla ricerca sulle cellule staminali ricavate dall'embrione.

### Lotta alla droga
La senatrice ha espresso apertura politica a una depenalizzazione attentamente regolamentata delle droghe leggere: ha votato per alleggerire le pene giuridiche e depenalizzare la detenzione a uso personale, ed è favorevole alla legalizzazione della marijuana a scopo medico. Ha inoltre votato per aumentare i finanziamenti per far fronte alle conseguenze sanitarie e sociali della tossicodipendenza, soprattutto in merito al consumo di metanfetamine da parte dei nativi americani.

### Controllo delle armi
È una strenua oppositrice del diritto assoluto di possedere armi: la Boxer ritiene che il Secondo Emendamento non conceda il diritto al loro impiego indiscriminato e che l'eccessiva disponibilità di armi causi tassi di criminalità più alti. Per questo ha votato a favore di ogni provvedimento che ne limitasse la diffusione o ne regolamentasse in qualche modo l'impiego e si è battuta per cambiare la legislazione attuale in merito.

### Questioni LGBT
La Boxer ha da sempre votato a favore di leggi contro l'omofobia e la discriminazione sulla base dell'orientamento o dell'identità sessuale, e per legalizzare il matrimonio e l'adozione per partner dello stesso sesso. In particolare ha votato per la totale e definitiva equiparazione del matrimonio omosessuale a quello etero, per la penalizzazione di qualsiasi comportamento volto a istigare all'odio verso gay, lesbiche, bisessuali o transessuali, per la sensibilizzazione contro comportamenti omofobici a partire dall'età scolare e per vietare qualsiasi legge statale che discrimini gli omosessuali in contrapposizione con la legislazione federale.